# Trebbia

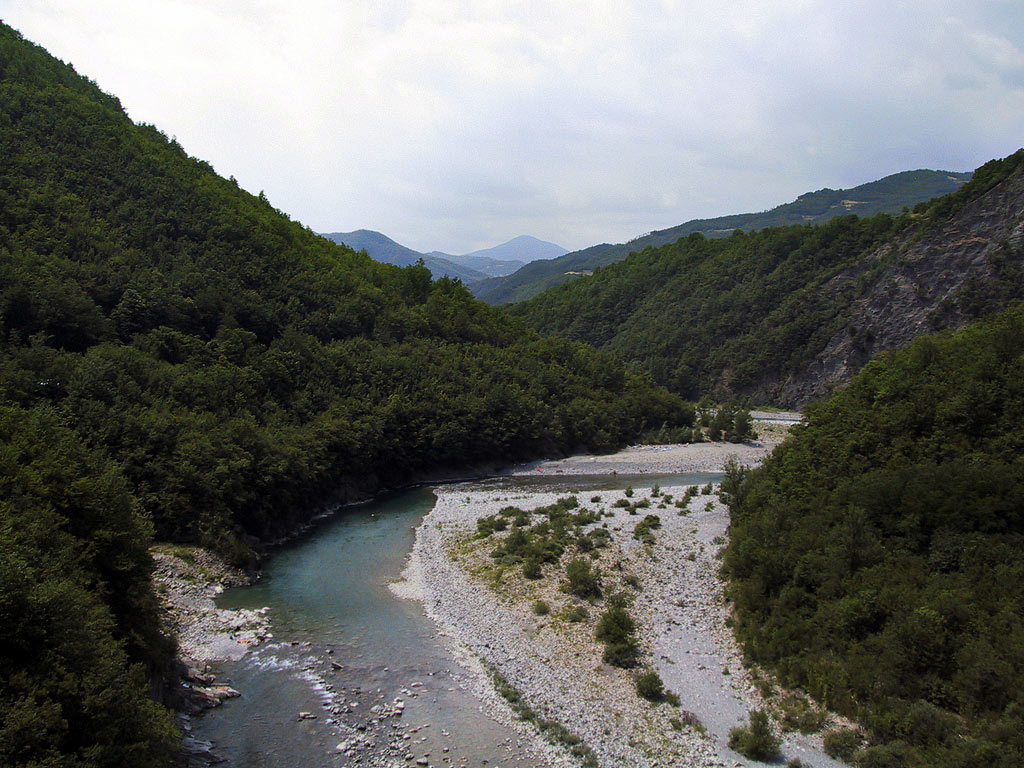
O vale de Trebbia

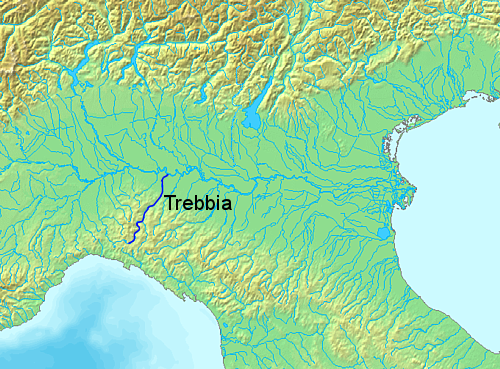
Localização do Trebbia, nas regiões de Ligúria e Emília-Romanha, norte da Itália

O rio Trebbia é um curso d'água de 115 quilômetros de extensão, que nasce na região da Ligúria no monte Prelà (1406 metros de altitude), na província de Génova. A maior parte do rio, porém, encontra-se na província de Placência, na região da Emília-Romanha, percorrendo os vales entre montes e colinas num caminho tortuoso e repleto de vilarejos entre o verde predominante. Desagua no rio Pó, entre Calendasco e Placência. Por esse motivo, apesar da nascente lígure, o Trebbia é considerado o rio da província de Placência.
Com o passar dos séculos, a foz do rio foi ligeiramente desviada, segundo os escritos que Políbio deixou sobre a Batalha do Trébia, entre o exército de Aníbal (vencedor) e os romanos, guiados pelo cônsul Tibério Semprônio Longo, em 218 a.C. Na época, o Trebbia desaguava no Pó mais a leste que hoje, mudança que se verifica com frequência em rios com fundo pedregoso, como é o caso do Trebbia. O rio foi, ainda, o cenário de batalhas durante as guerras napoleónicas. Também foi palco da decapitação do legionário Antonino, mártir do cristianismo e que viria a ser o santo padroeiro de Placência.